# First Love (альбом CLC)
| Оценки критиков | Оценки критиков |
| Источник        | Оценка          |
| --------------- | --------------- |
| Blerds Online   | [ 1 ]           |

First Love (кор. 첫사랑) — дебютный мини-альбом южнокорейской гёрл-группы CLC. Был выпущен 19 марта 2015 года лейблом Cube Entertainment при поддержке CJ E&M Music.

## Предпосылки и релиз
Первые слухи о дебюте новой женской группы под управлением Cube Entertainment появились в 2014 году, и уже в декабре информация была подтверждена официально: мультинациональный коллектив должен был дебютировать в начале 2015 года. 9 марта 2015 стало известно, что CLC, ранее известные как Cube Girls, дебютируют в том же месяце и станут первой женской группой компании с момента дебюта 4Minute в 2009 году; в первоначальный состав вошли пять участниц.
First Love был выпущен в полночь 19 марта на всех музыкальных сервисах.

## Промоушен
18 марта девушки провели свой дебютный шоукейс. 19 марта состоялось дебютное выступление на M!Countdown. Группа продолжила выступать на музыкальных шоу, таких как Music Bank, Music Core и Inkigayo в последующие дни. 30 марта была выпущена танцевальная практика на сингл «Pepe».

## Создание
Всего в альбом вошло пять песен. В создании принимали участие продюсерский дуэт Duble Sidekick, Со Чжэ Ву, Playing Kid, Yanggang и Ильхун из BTOB. Альбом представляет неопровержимую харизму CLC.

## Список композиций
| №                   | Название                              | Текст песни                    | Музыка                   | Аранжировка             | Длительность |
| ------------------- | ------------------------------------- | ------------------------------ | ------------------------ | ----------------------- | ------------ |
| 1.                  | «Cafe Mocha Please» (카페모카 주세요) | Ильхун                         | Со Чжэ Ву, Ferdy         | Со Чжэ Ву, Ferdy        | 3:25         |
| 2.                  | «Pepe»                                | Long Candy                     | Duble Sidekick, Yanggang | Yanggang                | 3:17         |
| 3.                  | «Sharala» (샤랄라)                    | ZigZag Note, MAFLY, 노는어린니 | ZigZag Note, 노는어린니  | ZigZag Note, 노는어린니 | 3:21         |
| 4.                  | «First Love» (첫사랑)                 | Чо Сон Хо, Ferdy               | Чо Сон Хо, Ferdy         | Чо Сон Хо, Ferdy        | 3:41         |
| 5.                  | «Open The Window» (창문을 열고)       | Со Чжэ Ву, Со Ён Бэ, Ильхун    | Со Чжэ Ву, Со Ён Бэ      | Со Чжэ Ву, Со Ён Бэ     | 3:34         |
| Общая длительность: | Общая длительность:                   | Общая длительность:            | Общая длительность:      | Общая длительность:     | 17:03        |

## Продажи и сертификации
| Страна           | Продажи |
| ---------------- | ------- |
| Республика Корея | 5,277   |

## Позиции в чартах
| Чарт (2015)      | Позиция в чарте |
| ---------------- | --------------- |
| Gaon Album Chart | 11              |